# Convento di San Nicolao Novello
L'ex convento di San Nicolao Novello, con l'annessa  chiesa, è una chiesa di Lucca.
Ospitò, dopo la fondazione nel 1332, le religiose agostiniane di Santa Maria della Croce. Il complesso venne ricostruito tra Cinquecento e Seicento. Della chiesa, ora chiusa al culto, che conserva ancora un altare di Domenico Martinelli, a pianta mistilinea con colonne ioniche e frontone curvo con volute, sono pervenute al Museo di Villa Guinigi alcune rilevanti testimonianze della pittura lucchese tra fine Seicento e inizio Settecento.
Del convento, ora sede dell'Istituto d'Istruzione Superiore Niccolò Machiavelli, resta la struttura del chiostro e varie tracce di decorazioni che coprono un arco di tempo dal XVI al XVIII secolo.